# Capilla funeraria

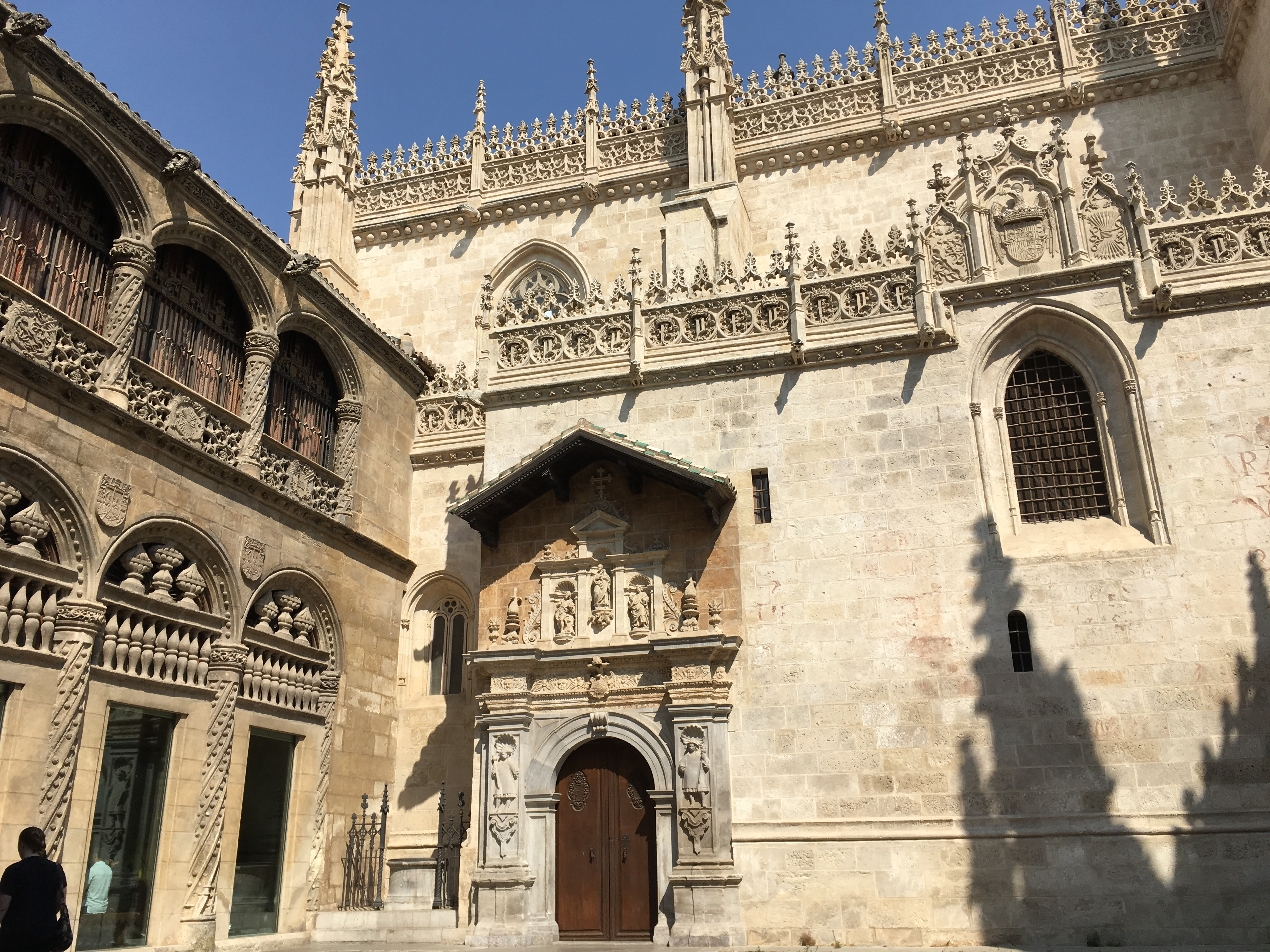
Capilla Real de Granada, fundada como capilla funeraria por los Reyes Católicos.

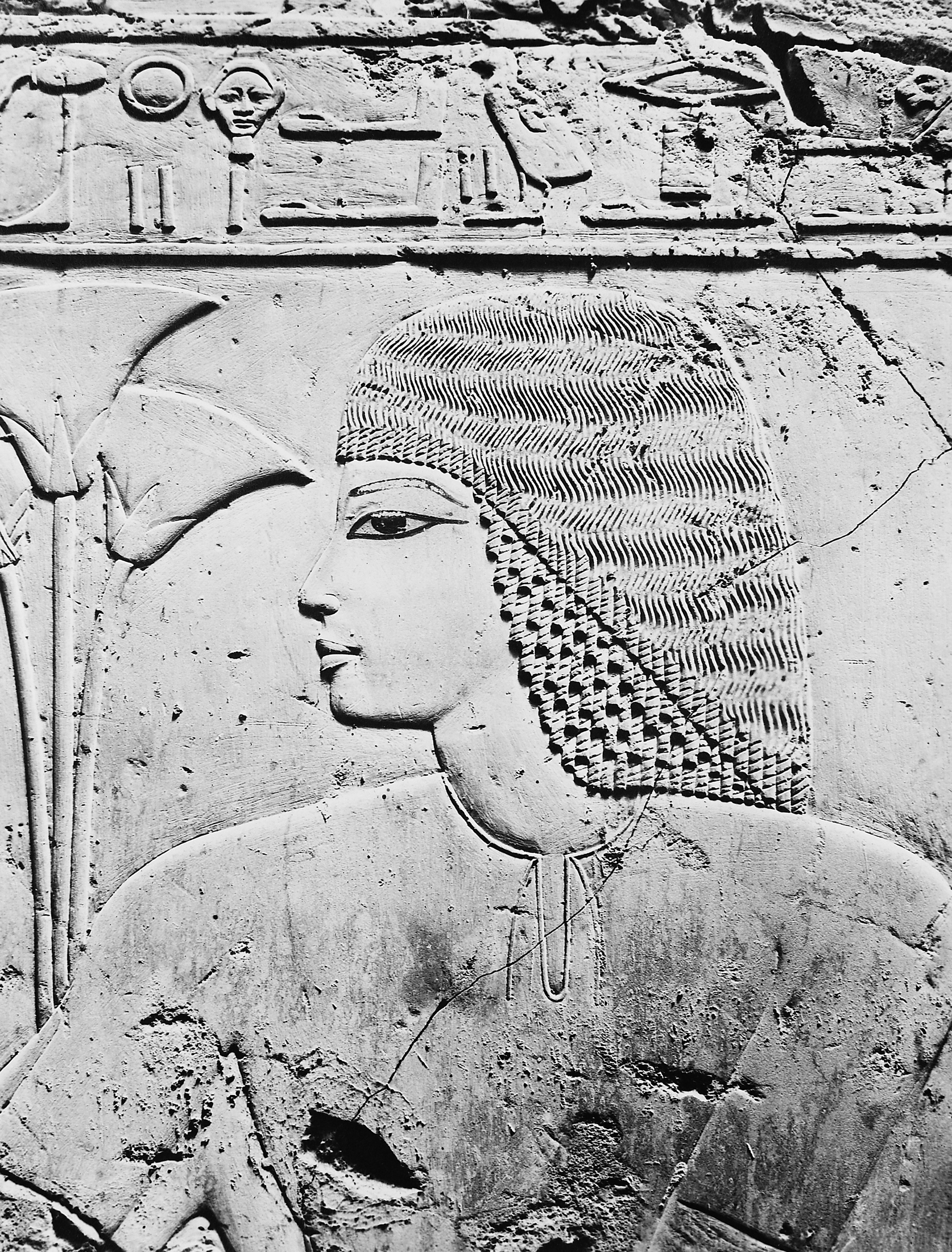
Grabado parietal de la capilla funeraria de Ramose en la necrópolis tebana, Egipto.

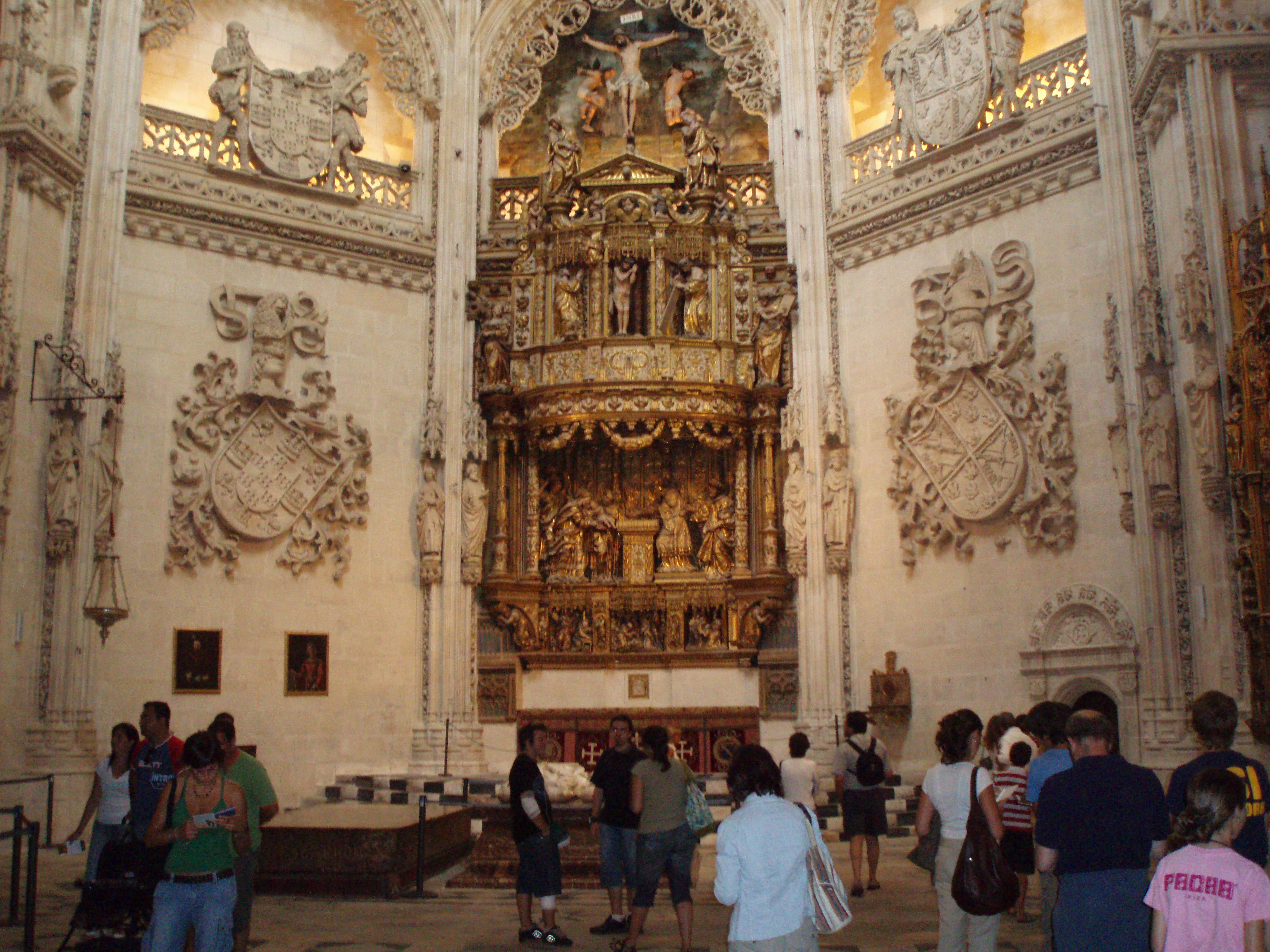
Interior de la capilla funeraria del Condestable en la catedral de Burgos, España.

Una capilla funeraria es una capilla que sirve, principalmente, como lugar de enterramiento para personas o familias notables.
Puede referirse a un mausoleo, edificio exento o auxiliar, bien formando parte o adosado a un templo, iglesia o monasterio para recordar o presentar ofrendas a los difuntos. 
En particular, las iglesias o capillas donde están enterrados los santos o personalidades políticamente importantes, a veces también culturalmente, se llegan a conocer como iglesias funerarias.

## Historia

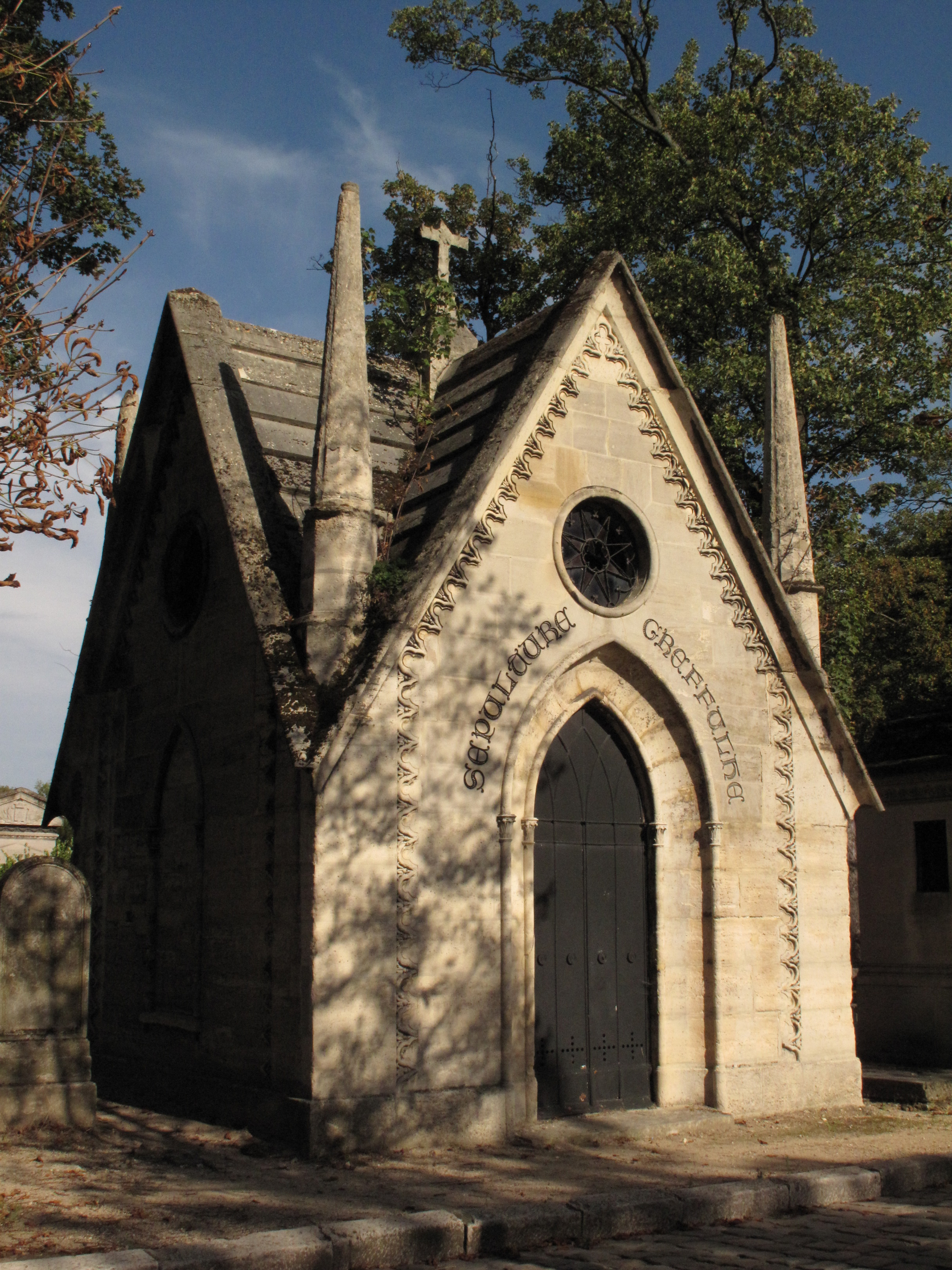
En 1815, la familia Greffulhe construyó la primera capilla funeraria del cementerio de Père-Lachaise, París.

Ya desde el Antiguo Egipto, se construían este tipo de capillas para este fin que se convertían en santuarios funerarios de un noble, rey o dios.
En la arquitectura paleocristiana existían los martyrium, aislados, que acogía los sepulcros de los mártires cristianos y durante la Edad Media, se generalizó que formaran parte de un edificio mayor para permitir oficiar simultáneamente el culto a los santos.
Más adelante, en las iglesias cristianas, estas capillas auxiliares cultuales se desarrollarán primero en los ábsides y posteriormente en los laterales de los edificios para poder facilitar el culto privado, sobre todo a partir del barroco. La función principal de la capilla era rezar por la salvación de los difuntos, por lo que las familias nobles o la burguesía adinerada, encargaba a un sacerdote que oficiara aquí las misas por sus almas.
Muchas veces, se construía una bóveda funeraria en el subsuelo de las capillas para depositar, ya sea directamente en el suelo o bien expuestos sobre soportes o en cavidades habilitadas en las paredes, los ataúdes o sarcófagos.